# Lauresses
Lauresses är en kommun i departementet Lot i regionen Occitanien i södra Frankrike. Kommunen ligger i kantonen Latronquière som tillhör arrondissementet Figeac. År 2022 hade Lauresses 242 invånare.

## Befolkningsutveckling
Antalet invånare i kommunen Lauresses
| Referens: INSEE |